# Jo Dalmolen
Johanna (Jo) Dalmolen (Enschede, 7 september 1912 – Bilthoven, 18 november 2008) was een Nederlandse atlete, die gespecialiseerd was in de sprint. Ze werd eenmaal Nederlands kampioene op de 100 m. Haar grootste prestaties leverde ze met name op de 4 x 100 m estafette. Zo was zij betrokken bij een verbetering van een Nederlands record en vertegenwoordigde ze Nederland op de Olympische Spelen.

## Loopbaan
In 1932 verbeterde Dalmolen als startloopster met haar teamgenotes Cor Aalten, Bep du Mée en Tollien Schuurman in het Olympisch stadion van Amsterdam het Nederlands record op de 4 x 100 m tot 49,4 s.
Op de Olympische Spelen van Los Angeles later dat jaar vertegenwoordigde ze Nederland op de 4 x 100 estafette. Wegens het geringe aantal deelnemende teams werd direct de finale gelopen. De Nederlandse ploeg, in dezelfde samenstelling als eerder dat jaar tijdens de recordverbetering, behaalde met opnieuw Jo Dalmolen als startloopster een vierde plaats in 47,6. Na afloop schreef de trainer van de olympische ploeg: "Mej. Dalmolen startte voor Holland, zij deed alles wat zij kon, doch kon niet verhinderen dat zij vrij veel terrein verloor; haar wissel met Mej. du Mée was niet buitengewoon goed." Het goud ging naar de Amerikaanse estafetteploeg, die met 47,0 het wereldrecord verbeterde. Zilver en brons gingen naar de Canadese en Britse estafetteploegen, waarbij de Canadese ploeg dezelfde tijd kreeg toegewezen als de winnaars. Het Britse viertal finishte in 47,6.
In 1934 nam Dalmolen deel aan de IVe Wereldspelen voor Vrouwen in Londen, waar zij eveneens uitkwam op de 4 x 100 m estafette. Samen met Agaath Doorgeest, Cor Aalten en Iet Martin behaalde ze er de zilveren medaille.
Jo Dalmolen trad later in het huwelijk met J.J. van der Waals, die op 25 mei 1955 overleed. Sindsdien was Jo Dalmolen weduwe.

## Nederlandse kampioenschappen
| Onderdeel | Jaar |
| --------- | ---- |
| 100 m     | 1935 |

## Persoonlijk record
| Onderdeel | Prestatie | Datum            | Plaats    |
| --------- | --------- | ---------------- | --------- |
| 100 m     | 12,7 s    | 29 augustus 1933 | Amsterdam |